# Micropanope
Micropanope is een geslacht van kreeftachtigen uit de klasse van de Malacostraca (hogere kreeftachtigen).

## Soorten
- Micropanope cristimana Stimpson, 1871
- Micropanope lata (Faxon, 1893)
- Micropanope latimana Stimpson, 1871
- Micropanope lobifrons A. Milne-Edwards, 1881
- Micropanope pusilla A. Milne-Edwards, 1880
- Micropanope sculptipes Stimpson, 1871
- Micropanope sexlobata Rathbun, 1906
- Micropanope truncatifrons Rathbun, 1898